# Szoptatás

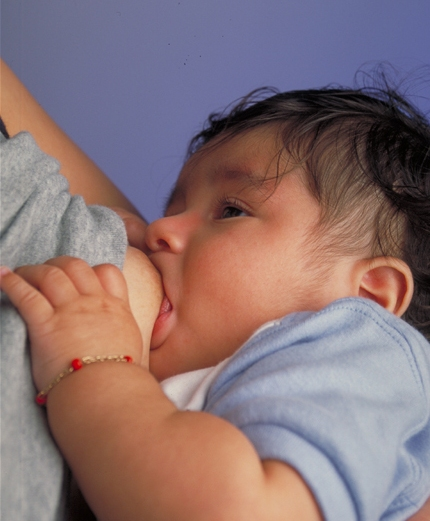
Csecsemő szoptatás közben

A szoptatás az a folyamatot, amikor egy nő közvetlenül anyatejjel lát el egy csecsemőt vagy fiatal gyermeket. A legtöbb anya hat hónapig vagy tovább is képes szoptatni.
Az emberi anyatej a lehető legegészségesebb tej amit egy csecsemő kaphat. A kevés kivétel közé sorolható amikor az anya drogot használ vagy TBC vagy AIDS fertőzött. A szoptatás javítja az egészséget, segít megelőzni a betegségeket, csökkenti az egészségügyi és táplálási költségeket. A mesterséges szoptatással szokták összekapcsolni a növekvő hasmenéses csecsemőhalálozást mind a fejlődő, mind a fejlett országokban. A szakértők egyetértenek a szoptatás hasznosságában, azonban eltérő véleményen vannak a még hasznos szoptatási idő hosszán, valamint a mesterséges formulás veszélyein. A szoptatás anyákra és csecsemőre vetített értékességét hangsúlyozandó, az Egészségügyi Világszervezet a hat hónap kizárólagos szoptatást javasolja, majd kiegészítő szoptatást legalább a gyermek kétéves koráig.
A nyilvános szoptatás elfogadottsága országonként és kultúránként eltér. Nyugati kultúrákban a szoptatás elismertsége ellenére is vonakodnak néha tőle az anyák.

## Szoptatás folyamata
A szoptatás során a mellbimbón keresztül a tejmirigyekben termelt anyatejet fogyasztja a csecsemő. A bimbóudvar szélén helyezkednek el a Montgomery mirigyek, amik olajos váladékot termelve segítenek a sérülések és fertőzések megelőzésében.